# Sam Myhrman (1912–1965)
Sam Oskar Myhrman, född 26 december 1912 i Eksjö församling i Jönköpings län, död 3 februari 1965 i Lidingö församling i Stockholms län, var en svensk militär.

## Biografi
Myhrman avlade officersexamen vid Kungliga Krigsskolan 1935 och utnämndes samma år till fänrik vid Svea trängkår, där han 1937 befordrades till löjtnant. Han kommenderades till flygvapnet 1937 och blev löjtnant i flygvapnet 1939. Han befordrades till kapten 1942, varefter han utbildade sig vid Kungliga Flygkrigshögskolan och gjorde stabstjänstgöring 1942–1945. Han utbildade sig vid Royal Air Force Staff College 1945–1946 och var lärare vid Flygkrigshögskolan 1946–1949, befordrad till major 1948. Han var chef för Operationsavdelningen vid Försvarsstaben 1949–1952. År 1952 befordrades han till överstelöjtnant, varefter han var lärare vid Försvarshögskolan från 1952. Han befordrades till överste 1955 och var expert i 1955 års försvarsberedning, varefter han var chef för Sektion I  och souschef vid Försvarsstaben 1956–1960. Åren 1960–1964 var han chef för Försvarshögskolan, befordrad till generalmajor 1962. Från 1964 till sin död var Myhrman chef för Försvarets intendenturverk (FIV). I egenskap av chef för FIV var han samtidigt ledamot av Försvarets förvaltningsdirektion.
Sam Myhrman invaldes 1953 som ledamot av Kungliga Krigsvetenskapsakademien. Från 1963 till sin död var han akademiens andre styresman.
Sam Myhrman var son till överste Sam Myhrman och Anna Kjelleström. Han gifte sig 1938 med Agneta Ljungberg (1917–1980). Makarna Myhrman är begravda på Lidingö kyrkogård. De fick barnen Lars (född 1945) och Olof (född 1950).[källa behövs]

## Utmärkelser
- Riddare av första klass av Svärdsorden, 1949.[8]
- Riddare av Vasaorden, 1952.[9]
- Kommendör av Svärdsorden, 6 juni 1959.[10]
- Kommendör av första klass av Svärdsorden, 6 juni 1962.[11]
- Kommendör med stjärna av Sankt Olavs orden, 1 juli 1964.[12]